# RDFLib
RDFLib es una biblioteca de Python para trabajar con RDF. La biblioteca contiene una parser/serializador de RDF/XML conforme con la última revisión de la especificación de la sintaxis de RDF/XML. La biblioteca maneja grafos, tanto en memoria como de manera persistente. 
Creada y mantenida por Daniel Krech, la biblioteca ha sido desarrollada por contribuciones de varias personas.